# Brasão de Sergipe
O Brasão de Sergipe é o emblema heráldico e um dos símbolos oficias do estado brasileiro de Sergipe.

## História
O selo (brasão), oficializado pela Lei nº 2 de 5 de junho de 1892, é usado em documentos e papéis impressos pelo Governo do Estado de Sergipe.
É do professor Brício Cardoso a criação do brasão, oficializado em 5 de julho de 1892 pela Assembleia Legislativa.

## Descrição heráldica
Sua simbologia está representada pelo índio Serigi embarcando em um balão; em seu centro a palavra "Porvir" - o futuro. Abaixo do cesto do balão a legenda em latim Sub Lege Libertas - Sob a Lei a Liberdade. Encerrando a faixa a data da primeira Constituição do Estado - 18 de maio de 1892. 
O índio representa o passado e o balão o futuro e a civilização.

## Brasões anteriores

Antigo brasão de Sergipe, no período colonial holandês.

Antigo brasão de Sergipe, no período colonial.

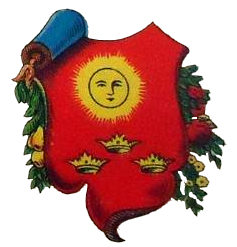
Brasão da Capitania de Sergipe Del Rey.

Versão original do brasão atual de Sergipe em 1892.

### Colônia
Em escudo redondo português de Gules, um sol dourado com uma face humana no seu centro.